# Міські голови Чернігова
Міські голови Чернігова — перелік голів міської ради міста Чернігів, Україна. 
| Ім'я                                                                | Дати керівництва                    |
| ------------------------------------------------------------------- | ----------------------------------- |
| Сильченко Іван Данилович                                            | від 30.09.1943 р. до 16.01.1944 р.  |
| Сергеєв Микола Васильович                                           | від 16.01.1944 р. до 15.04.1944 р.  |
| Савченко Г. А.                                                      | від 16.04.1944 р. до 30.08.1944 р.  |
| Шабайдаш Михайло Андрійович                                         | від 11.09.1944 р. по 05.11.1944 р.  |
| Козлянін А.А.                                                       | від 05.11.1944 р. до 15.06.1945 р.  |
| Куликов Г.І.                                                        | від 23.06.1945 р. до 31.07.1947 р.  |
| Кушнарьов Мирон Якович                                              | від 01.08.1947 р. до жовтня 1947 р. |
| Сильченко Іван Данилович                                            | від 01.01.1948 р. до 03.02.1956 р.  |
| Дусь Віктор Іванович                                                | від 14.02.1956 р. до 09.03.1963 р.  |
| Андрієвський Всеволод Володимирович                                 | від 09.03.1963 р. до 18.01.1966 р.  |
| Муха Степан Несторович                                              | від 18.01.1966 р. до 24.06.1970 р.  |
| Крамаренко Микола Іванович                                          | від 24.06.1970 р. до 09.04.1973 р.  |
| Кудін Григорій Федорович                                            | від 09.04.1973 р. до 11.07.1979 р.  |
| Балука Степан Іванович                                              | від 13.07.1979 р. до 20.01.1984 р.  |
| Таванець Олександр Федорович                                        | від 20.01.1984 р. до 22.12.1988 р.  |
| Літвінов Микола Іванович                                            | від 22.12.1988 р. до 17.10.1990 р.  |
| Лисенко Анатолій Олександрович (голова ради на громадських засадах) | від 04.04.1990 р. до жовтня 1990 р. |
| Мельничук Валентин Васильович                                       | від жовтня 1990 р. до 03.05.1992 р. |
| Косих Віталій Анатолійович                                          | від 20.05.1992 р. до 15.11.2001 р.  |
| Соколов Олександр Володимирович                                     | від 18.04.2002 р. до 12.04.2006 р.  |
| Рудьковський Микола Миколайович                                     | від 13.04.2006 р. до 30.05.2006 р.  |
| Соколов Олександр Володимирович                                     | від 07.12.2006 р. до 03.12.2015 р.  |
| Атрошенко Владислав Анатолійович                                    | від 04.12.2015 р. до 09.02.2023 р.  |
|                                                                     |                                     |